# Иванов-Сухаревский, Александр Кузьмич
Александр Кузьмич Иванов (Сухаревский — фамилия матери; род. 26 июля 1950, Ростов-на-Дону) — киноактёр, режиссёр и политик, основатель и лидер Народной национальной партии (ННП), главный редактор газеты «Я Русский».

## Биография
Отец — Иванов Кузьма Игнатьевич — кадровый офицер, фронтовик, родом из деревни Смирновка Гомельской области, умер в 1986 году.
Мать — Сухаревская Валентина Алексеевна — донская казачка из станицы Великокняжеской (сейчас город Пролетарск Ростовской области) — фармацевт.
Детство с 5 до 13 лет провел в ГДР, где его отец был комендантом Фюрстенберга.
В юности был комсомольцем (членом ВЛКСМ), в 1967 году поступил в Ростовское высшее командно-инженерное училище. В 1969 году оставил его, сознательно завалив экзамены. Проходил срочную службу около 6 месяцев в ракетной части РВСН (Карталы).
В 1970 году поступил на экономико-философский факультет Ростовского государственного университета, однако вскоре бросил и его.
В 1979 году окончил режиссёрское отделение Всесоюзного государственного института кинематографии, по распределению направлен по специальности на Мосфильм.
1979—1993 год — актёр, режиссёр-постановщик на Мосфильме, руководитель кинофотостудии в клубе «Красные текстильщики» (Москва), снимал игровые кинофильмы, писал сценарии, статьи.

## Фильмография
Актёр
- 1980 — «И вечный бой... Из жизни Александра Блока» — Александр Блок
- 1983 — «Моментальный снимок»
- 1987 — «Корабль»

Режиссёр
- 1985 — «Тайна земли»
- 1987 — «Корабль»[3].

## Политическая деятельность
В 1992—1994 годах состоял в националистических партиях «Русский национальный собор» и «Русское национальное единство», был аккредитован в Государственной Думе I созыва.
В 1994 году состоял в «Российском общенародном союзе», в том же году организовал и возглавил «Православную партию», которая из-за протеста Московской Патриархии была переименована в «Движение народных националистов» — которое, в свою очередь, в феврале 1995 года было реорганизовано в Народную национальную партию. В 1995 году на выборах в государственную Думу II созыва по федеральному партийному списку от своей партии и по одномандатному округу № 195 баллотировался кандидатом в депутаты Государственной Думы — однако не смог избраться, не получив достаточного количества голосов.
2 июня 2010 года на учредительном съезде оргкомитета «Партии возрождения национально-социальной справедливости в России» (ПВНССР) был избран в состав его генерального совета, однако партия не была зарегистрирована.
В 2014 году записал видеообращение в поддержку украинского националиста Дмитрия Яроша, призвав его взять власть в Киеве и оставить России Крым, за что был исключён из ПВНССР.

### Арест и покушения
В 1998 году против Иванова-Сухаревского было возбуждено уголовное дело по статье ст. 282 УК РФ («разжигание межнациональной розни»). После передачи уголовного дела в суд был взят под стражу и отсидел более 6 месяцев в Бутырской тюрьме. Под поручительство ряда депутатов Государственной Думы (в числе которых был Альберт Макашов) был выпущен под подписку о невыезде.
В апреле 2002 года осужден к условному сроку и тут же амнистирован.
Вечером 3 октября 2003 года Иванов-Сухаревский пострадал во время взрыва в партийном штабе, расположенном на первом этаже девятиэтажного жилого дома в Москве по адресу Большом Кондратьевском переулке дом 4, корп. 3, кв. 4, однако, несмотря на полученные травмы, выжил. Взрывное устройство было замаскировано под почтовую посылку.
Вечером 4 октября 2012 года в квартиру Иванова-Сухаревского пришли сотрудники силовых органов с обыском. Он попытался скрыться из квартиры, расположенной на третьем этаже дома на Кутузовском проспекте, через балкон. В результате поскользнулся, упал, сломал обе ноги, правую руку, два позвонка и был госпитализирован.